# Vila Rosina u Splitu
Vila Rosina u Splitu, Hrvatska, na adresi Preradovićevo šetalište 5, zaštićeno je kulturno dobro.

## Opis dobra
Sagrađena je u 20. stoljeću. Vila Rosina nalazi se u zapadnom dijelu priobalnog pojasa uvale Bačvice. Vila Rosina izgrađena je 1901. godine i označila je početak turističko-ugostiteljske djelatnosti na Bačvicama. U njoj je bio smješten restoran „Guina", hotel „Matić“ s varietetskim programom, a zatim i hotel „Bačvice“. Kasnije su u vili bile kancelarije „Union Dalmacije". Danas je u tijeku obnova građevine i njezine izvorne turističko-ugostiteljske namjene. Vila je arhitektonski i stilski jedinstvena u splitskoj arhitekturi s početka 20. stoljeća.

## Zaštita
Pod oznakom Z-5425 zavedena je kao nepokretno kulturno dobro - pojedinačno, pravna statusa zaštićena kulturnog dobra, klasificiranog kao profana graditeljska baština.